# Багађера (Леко)
Багађера је насеље у Италији у округу Леко, региону Ломбардија.
Према процени из 2011. у насељу је живело 27 становника. Насеље се налази на надморској висини од 302 м.